# Francis Rombouts
Francis Rombouts (Hasselt, 22 giugno 1631 – 1691) è stato un politico belga, 12° sindaco di New York.